# Kubice (województwo mazowieckie)
Kubice – wieś sołecka w Polsce położona w województwie mazowieckim, w powiecie płońskim, w gminie Nowe Miasto.
Do 1954 roku wieś należała do gminy Modzele. W latach 1975–1998 miejscowość administracyjnie należała do województwa ciechanowskiego.